# Жак Брюньйон
Жак Брюньйон (фр. Jacques Brugnon; 11 травня 1895 — 20 березня 1978) — колишній французький тенісист.
Найвищу одиночну позицію світового рейтингу — 9 місце досяг 1929 року (за даними А. Волліса Маєрса).
Здобув 21 одиночний титул.
Перемагав на турнірах Великого шолома в парному та змішаному парному розрядах.

## Фінали турнірів Великого шолома

### Парний розряд (10–7)
| Результат | Рік  | Турнір               | Покриття | Партнер     | Суперники                     | Рахунок                   |
| --------- | ---- | -------------------- | -------- | ----------- | ----------------------------- | ------------------------- |
| Поразка   | 1925 | Чемпіонат Франції    | Ґрунт    | Анрі Коше   | Жан Боротра Рене Лакост       | 5–7, 6–4, 3–6, 6–2, 3–6   |
| Поразка   | 1926 | Чемпіонат Франції    | Ґрунт    | Анрі Коше   | Вінсент Річардс Говард Кінсі  | 4–6, 1–6, 6–4, 4–6        |
| Перемога  | 1926 | Вімблдонський турнір | Трава    | Анрі Коше   | Говард Кінсі Вінсент Річардс  | 7–5, 4–6, 6–3, 6–2        |
| Перемога  | 1927 | Чемпіонат Франції    | Ґрунт    | Анрі Коше   | Жан Боротра Рене Лакост       | 2–6, 6–2, 6–0, 1–6, 6–4   |
| Поразка   | 1927 | Вімблдонський турнір | Трава    | Анрі Коше   | Френсіс Гантер Білл Тілден    | 6–1, 6–4, 6–8, 3–6, 4–6   |
| Перемога  | 1928 | Чемпіонат Австралії  | Трава    | Жан Боротра | Едґар Мун Джим Віллард        | 6–2, 4–6, 6–4, 6–4        |
| Перемога  | 1928 | Чемпіонат Франції    | Ґрунт    | Жан Боротра | Анрі Коше Рене де Бюзеле ?    | 6–4, 3–6, 6–2, 3–6, 6–4   |
| Перемога  | 1928 | Вімблдонський турнір | Трава    | Анрі Коше   | Джон Гоукс Джералд Паттерсон  | 13–11, 6–4, 6–4           |
| Поразка   | 1929 | Чемпіонат Франції    | Ґрунт    | Анрі Коше   | Рене Лакост Жан Боротра       | 3–6, 6–3, 3–6, 6–3, 6–8   |
| Перемога  | 1930 | Чемпіонат Франції    | Ґрунт    | Анрі Коше   | Геррі Гопмен Джим Віллард     | 6–3, 9–7, 6–3             |
| Поразка   | 1931 | Вімблдонський турнір | Трава    | Анрі Коше   | Джордж Лот Джон Ван Рин       | 2–6, 8–10, 11–9, 6–3, 3–6 |
| Перемога  | 1932 | Чемпіонат Франції    | Ґрунт    | Анрі Коше   | Марсель Бернар Крістіан Буссю | 6–4, 3–6, 7–5, 6–3        |
| Перемога  | 1932 | Вімблдонський турнір | Трава    | Жан Боротра | Пет Г'юз Фред Перрі           | 6–0, 4–6, 3–6, 7–5, 7–5   |
| Перемога  | 1933 | Вімблдонський турнір | Трава    | Жан Боротра | Рьосукі Нуної Дзіро Сато      | 4–6, 6–3, 6–3, 7–5        |
| Перемога  | 1934 | Чемпіонат Франції    | Ґрунт    | Жан Боротра | Джек Кроуфорд Вівіан Макграт  | 11–9, 6–3, 2–6, 4–6, 9–7  |
| Поразка   | 1934 | Вімблдонський турнір | Трава    | Жан Боротра | Джордж Лот Лестер Стоуфен     | 2–6, 3–6, 4–6             |
| Поразка   | 1939 | Чемпіонат Франції    | Ґрунт    | Жан Боротра | Чарлз Гарріс Дон Макніл       | 6–4, 4–6, 0–6, 6–2, 8–10  |

### Мікст (2 перемоги)
| Результат | Рік  | Турнір            | Покриття | Партнер        | Суперники                     | Рахунок  |
| --------- | ---- | ----------------- | -------- | -------------- | ----------------------------- | -------- |
| Перемога  | 1925 | Чемпіонат Франції | Ґрунт    | Сюзанн Ленглен | Жулі Власто Анрі Коше         | 6–2, 6–2 |
| Перемога  | 1926 | Чемпіонат Франції | Ґрунт    | Сюзанн Ленглен | Нанетт ле Беснере Жан Боротра | 6–4, 6–3 |